# Lista de ministros do Interior do Brasil

## República Velha(1ª República)
| Nº | Imagem | Nome                           | Início do mandato       | Fim do mandato          | Presidente         |
| -- | ------ | ------------------------------ | ----------------------- | ----------------------- | ------------------ |
| 1  |        | Aristides Lobo                 | 15 de novembro de 1889  | 10 de fevereiro de 1890 | Deodoro da Fonseca |
| 2  |        | Cesário Alvim                  | 10 de fevereiro de 1890 | 22 de janeiro de 1891   | Deodoro da Fonseca |
| 3  |        | João Barbalho Uchôa Cavalcanti | 22 de janeiro de 1891   | 21 de maio de 1891      | Deodoro da Fonseca |
| 4  |        | Tristão de Alencar Araripe     | 22 de maio de 1891      | 23 de novembro de 1891  | Deodoro da Fonseca |
| 5  |        | José Higino Duarte Pereira     | 23 de novembro de 1891  | 10 de novembro de 1892  | Floriano Peixoto   |
| 6  |        | Fernando Lobo Leite Pereira    | 10 de novembro de 1892  | 26 de dezembro de 1892  | Floriano Peixoto   |

## Ditadura Militar(5ª República)
| Nº | Imagem                | Nome                               | Nome do Ministério                          | Início do mandato     | Fim do mandato           | Presidente       |
| -- | --------------------- | ---------------------------------- | ------------------------------------------- | --------------------- | ------------------------ | ---------------- |
| 7  |                       | Luís Antônio da Gama e Silva       | Ministério da Justiça e Negócios Interiores | 4 de abril de 1964    | 15 de abril de 1964      | Ranieri Mazzilli |
| 8  |                       | Milton Campos                      | Ministério da Justiça e Negócios Interiores | 15 de abril de 1964   | 11 de outubro de 1965    | Castelo Branco   |
| 9  |                       | Luís Viana Filho                   | Ministério da Justiça e Negócios Interiores | 11 de outubro de 1965 | 19 de outubro de 1965    | Castelo Branco   |
| 10 |                       | Juracy Magalhães                   | Ministério da Justiça e Negócios Interiores | 19 de outubro de 1965 | 14 de janeiro de 1966    | Castelo Branco   |
| 11 |                       | Mem de Azambuja Sá                 | Ministério da Justiça e Negócios Interiores | 14 de janeiro de 1966 | 28 de junho de 1966      | Castelo Branco   |
| 12 |                       | Luís Viana Filho                   | Ministério da Justiça e Negócios Interiores | 28 de junho de 1966   | 19 de julho de 1966      | Castelo Branco   |
| 13 |                       | Carlos Medeiros                    | Ministério da Justiça e Negócios Interiores | 19 de julho de 1966   | 15 de março de 1967      | Castelo Branco   |
| 14 |                       | Afonso Augusto de Albuquerque Lima | Ministério do Interior                      | 15 de março de 1967   | 27 de janeiro de 1969    | Costa e Silva    |
| 15 |                       | José Costa Cavalcanti              | Ministério do Interior                      | 27 de janeiro de 1969 | 31 de agosto de 1969     | Costa e Silva    |
| 15 | 31 de agosto de 1969  | José Costa Cavalcanti              | Ministério do Interior                      | 30 de outubro de 1969 | Junta militar de 1969    |                  |
| 15 | 30 de outubro de 1969 | José Costa Cavalcanti              | Ministério do Interior                      | 15 de março de 1974   | Emílio Garrastazu Médici |                  |
| 16 |                       | Maurício Rangel Reis               | Ministério do Interior                      | 15 de março de 1974   | 15 de março de 1979      | Ernesto Geisel   |
| 17 |                       | Mário Andreazza                    | Ministério do Interior                      | 15 de março de 1979   | 15 de março de 1985      | João Figueiredo  |

## Nova República(6ª República)
| Nº      | Imagem  | Nome                | Nome do Ministério     | Início do mandato   | Fim do mandato      | Presidente      |
| ------- | ------- | ------------------- | ---------------------- | ------------------- | ------------------- | --------------- |
| 18      |         | Ronaldo Costa Couto | Ministério do Interior | 15 de março de 1985 | 30 de abril de 1987 | José Sarney     |
| 19      |         | Joaquim Francisco   | Ministério do Interior | 30 de abril de 1987 | 7 de agosto de 1987 | José Sarney     |
| 20      |         | João Alves Filho    | Ministério do Interior | 7 de agosto de 1987 | 15 de março de 1990 | José Sarney     |
| Extinto | Extinto | Extinto             | Extinto                | 15 de março de 1990 | 15 de março de 1990 | Fernando Collor |